# Kitzbühel
Kitzbühel (česky dříve Kobylí) je město v rakouském Tyrolsku ležící na řece Kitzbühler Ache, v nadmořské výšce 762 metrů, mezi horskými vrcholy Hahnenkamm (1712 m) a Kitzbüheler Horn (1996 m). Je také administrativním centrem okresu Kitzbühel. Žije zde přibližně 8 300 obyvatel.

## Historie
Prvními obyvateli byli v období mezi 11. a 8. stoletím před naším letopočtem Ilyrové těžící v okolních horách měď. Okolo roku 15 př. n. l. jednotky císaře Augusta překonaly Alpy a založily zde nové provincie, mezi nimi Noricum. Po zániku západořímské říše se okolo roku 800 v oblasti usadil germánský kmen Bavorů a začal mýtit zdejší lesy. Ve 12. století je poprvé zmiňováno jméno Chizbuhel v dokumentech kláštera v Chiemsee. Chizzo v bavorštině znamená klan, Bichl (Bühel) popisuje umístění osady na kopcích.
Kitzbühel se stal součástí Horního Bavorska v roce 1255. Vévoda Ludvík II. Bavorský mu udělil městská práva 6. června 1271, a město bylo obehnáno silnými hradbami. Během následujících století se město stalo centrem obchodu a úspěšně se rozvíjelo. Nikdy nebylo postiženo válkou. Hradby byly proto sníženy na úroveň prvního patra a byly na nich postaveny nové domy. Když se Markéta Pyskatá vdala za bavorského vévodu Ludvíka V., stal se Kitzbühel v roce 1342 součástí Tyrol. Po míru v Schärdingu v roce 1369 byl opět navrácen Bavorsku. 30. června 1504 se město znovu vrátilo k Tyrolsku, když Maxmilián I. Habsburský obsadil spolu s ním i Kufstein.
Maxmilián Kitzbühel zastavil a město se na konci 16. století dostalo do správy hrabat z Lambergu. K 1. květnu 1840 přešlo město oficiálně pod rakouskou správu. Válečná tažení 18. a 19. století se města nijak výrazně nedotkla, ačkoliv někteří obyvatelé se zapojili do tyrolského povstání proti Napoleonovi. Kitzbühel se také ještě jednou dostal pod bavorskou správu po uzavření Prešpurského míru.
Po pádu Napoleona a Vídeňském kongresu připadl opět Tyrolsku.
Když císař František Josef I. dokončil spojení své říše a byla postavena železniční trať mezi Salcburkem a Tyrolskem v roce 1875, začal obchodní a průmyslový rozvoj města. Během první a druhé světové války zůstal Kitzbühel daleko od válečného dění.

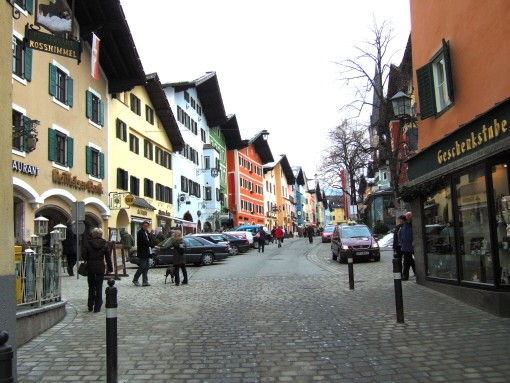
Historické centrum Kitzbühelu

## Turistika
Kitzbühel je jedním z nejznámějších rakouských turistických a sportovních středisek. Ve městě a přilehlých obcích Reith, Aurach a Jochberg se nachází 516 ubytovacích podniků (z toho 6 pětihvězdičkových hotelů) s celkovou kapacitou 9200 lůžek. Jejich klientelu tvoří převážně Němci (v zimě 35 %, v létě dokonce 46 %), Rakušané (20 % v zimě a 18 % v létě) a Britové (14 % a 10 %), ale v posledních letech přibývá také Rusů, kteří zde vlastní i některé hotely: například luxusní hotel Grand Tirolia patří Jeleně Baturinové, manželce moskevského starosty Lužkova a nejbohatší ženě v Rusku.
Na svazích hory Hahnenkamm se každoročně pořádají závody světového poháru v alpském lyžování.
V létě se stává centrem golfu – v okolí města jsou dvě osmnáctijamková a dvě devítijamková hřiště a další se brzy začne stavět. Pravidelně se tu koná také jeden z turnajů ATP Generali Open. Od roku 1988 se také jezdí v okolí Kitzbüheler Alpenrallye, závod historických automobilů.
V okolí města je síť turistických stezek a horských cest v celkové délce přes 500 km – např. na Hahnenkamm, na Kitzbüheler Horn, k Schwarzsee (možnost koupání).

## Obce v nejbližším okolí
- Aurach bei Kitzbühel
- Jochberg
- Kirchberg in Tirol
- Obebrndorf in Tirol
- Reith bei Kitzbühel

## Doprava
Městem prochází silnice B161, spojující Sankt Johann in Tirol s městem Mittersill, protíná ji B170 do Wörglu.
Železnice byla do Kitzbühelu dovedena v roce 1875. Ve městě jsou železniční stanice Kitzbühel Hauptbahnhof, Kitzbühel Hahnenkamm a Kitzbühel Schwarzsee na trati spojující Salcburk s Tyrolskem.

## Partnerská města
- Bad Soden am Taunus, Německo, 1984
- Greenwich, Connecticut, USA, 1961
- Jamagata, Japonsko, 1963
- Rueil-Malmaison, Francie, 1979
- Sterzing-Vipiteno, Itálie, 1971
- Sun Valley, Idaho, USA, 1967

## Osobnosti města
- Alfons Walde (1891–1958), expresionistický malíř a architekt
- Peter Aufschnaiter (1899–1973), horolezec a geograf
- Andreas Molterer (* 1931), lyžař
- Ernst Hinterseer (* 1932), lyžař
- Toni Sailer (1935–2009), lyžař
- Hias Leitner (* 1935), lyžař
- Christl Haas (1943–2001), lyžařka
- Lisa Hauserová (* 1993), biatlonistka
- Hansi Hinterseer (* 1954), lyžař a zpěvák
- Klaus Sulzenbacher (* 1965), lyžař
- Markus Gandler (* 1966), běžec na lyžích